# Stiftung Robert Schuman-Kliniken
Die Hôpitaux Robert-Schuman (kurz HRS genannt) sind eine Gruppe von vier Kliniken in Luxemburg.

## Kliniken
Die Gruppe besteht aus folgenden Kliniken:
- Hôpital Kirchberg (Luxemburg-Kirchberg)
- Clinique Bohler (Luxemburg-Kirchberg)
- Zithaklinik (Luxemburg-Gare)
- Clinique Sainte-Marie (in Esch/Alzette)

## Geschichte
Am 6. Mai 1992 hat die  Kongregation der Schwestern der heiligen Elisabeth  und die   Kongregation der Franziskanerinnen  gemeinsam die Fondation François-Elisabeth (FFE) gegründet, um die damals von ihnen betriebenen Kliniken (Clinique Sacré-Cœur, Clinique Sainte-Elisabeth a Clinique Saint-François) unter einem gemeinsamen Dach zusammenzufassen.
Am 4. Juli 2003 hat die von der Stiftung neu erbaute  Klinik auf dem Kirchberg  ihre Türen erstmalig geöffnet.
Im April 2002 hat die FFE ein Partnerschaftsofkommes mit der  Privatklinik Dr. E. Bohler  unterzeichnet, die per 6. Januar 2006 dann ebenfalls auf den Kirchberg umzog.
Am 1. April 2004 hat die FFE auch die Aktivitäten der Escher  Clinique Sainte-Marie  übernommen. Daneben hat die FFE noch den Dienstleister Les Saveurs de la Santé für alle Kliniken unter ihrem Management gegründet, welcher heute unter Santé Services firmiert und alle Bereiche der Gesundheitsversorgung von Geburt bis Tod abdeckt.
Im Dezember 2012 hat die FFE und die Zithaklinik ein Memorandum of Understanding unterzeichnet, mit dem eine engere Zusammenarbeit vereinbart und ein neuer Klinikverbund gebildet wurde. Am 27. März 2014 haben sich die zwei Institutiounen dann zusammengeschlossen und in Form einer gemeinsamen Stiftung  Fondation Hôpitaux Robert-Schuman (FHRS) organisatorisch gebündelt worden. Diese hat sämtliche Managementaufgaben für die vier Kliniken übernommen.
Der Präsident des Verwaltungsrates der FHRS ist zur Zeit Claude Seywert und der Generaldirektor ist Georges Heirendt. 2018 hatten die vier Kliniken eine Kapazität von 750 Betten. Bis spätestens 2023 soll die Klinik auf dem Kirchberg um einen Turm mit 15 Stockwerken erweitert werden, an dem unter anderem die Bettenkapazitäten der Clinique Sainte-Marie integriert werden. Die Infrastruktur der Gebäude und Ausstattung in Esch/Alzette entspricht nicht mehr den aktuellen Anforderungen, weshalb die Klinik soll geschlossen werden soll.

## Namensgeber der Stiftung
Die Gruppe ist nach dem Staatsmann Robert Schuman benannt, weil er die zeitlebens die Werte der Gruppe repräsentiert hat: die europäische Öffnung und die geschichtliche Nähe zur Großregion. Robert Schuman war ein Mann, der Schwierigkeiten mit Erfolg gemeistert und seiner Verantwortung bewusst wurde und stets christliche Werte vertreten hat.